# Lilla Brandsvattnet
Lilla Brandsvattnet är en sjö i Storumans kommun i Lappland och ingår i Umeälvens huvudavrinningsområde. Sjön har en area på 0,173 kvadratkilometer och ligger 798,6 meter över havet. Lilla Brandsvattnet ligger i Vindelfjällen Natura 2000-område.

## Delavrinningsområde
Lilla Brandsvattnet ingår i det delavrinningsområde (732992-146310) som SMHI kallar för Mynnar i Umeälven. Medelhöjden är 799 meter över havet och ytan är 6,99 kvadratkilometer. Räknas de 4 avrinningsområdena uppströms in blir den ackumulerade arean 11,64 kvadratkilometer. Vattendraget som avvattnar avrinningsområdet har biflödesordning 2, vilket innebär att vattnet flödar genom totalt 2 vattendrag innan det når havet efter 428 kilometer. Avrinningsområdet består mestadels av skog (29 procent) och kalfjäll (68 procent). Avrinningsområdet har 0,17 kvadratkilometer vattenytor vilket ger det en sjöprocent på 2,7 procent.